# Mauricio López Bonilla
Héctor Mauricio López Bonilla (Ciudad de Guatemala, Guatemala, 1959) es politólogo y experto en seguridad, teniente coronel retirado del ejército de Guatemala.  Ex Ministro de Gobernación de Guatemala.

## Biografía
Nació en la Ciudad de Guatemala en 1959. Asesoró la del presidente Alejandro Toledo en Perú. Lideró la unidad kaibil denominada Xibalbá en 1981 la cual se infiltró en una unidad del EGP que operaba en Chimaltenango para luego neutralizarla abatiendo a 28 guerrilleross acusadas de insurgencia. Fue miembro del Consejo Asesor durante el gobierno de Efraín Ríos Montt, teniente coronel retirado, Politólogo y consultor de la Organización World Basc, jefe del comando de campaña del Partido Patriota. Alcanzó el grado de teniente coronel poco antes de dejar el ejército de Guatemala, en 1997. Tiene estudios en Asuntos Internacionales por la Universidad Francisco Marroquín.
Durante 6 años se dedicó a asesorar campañas electorales, especialmente sobre el tema de seguridad. Trabajó durante 10 años en un mapa nacional de criminalidad.

## Vida política

### Partido Patriota
Fue jefe de campaña de Otto Pérez Molina y Roxana Baldetti candidatos a la presidencia de Guatemala por el Partido Patriota.
Plaza Pública divulgó un cable filtrado por WikiLeaks sobre una reunión de 2007 entre el exembajador estadounidense James Derham y los líderes del Partido Patriota Otto Pérez Molina y Roxana Baldetti.

### Ministro de Gobernación
El 15 de noviembre de 2011, Otto Pérez Molina confirma a Mauricio López Bonilla dentro de su gabinete de gobierno como Ministro de Gobernación de Guatemala, fue juramentado el 14 de enero de 2012 por el presidente de Guatemala Otto Pérez Molina.

### Problemas Políticos
Se ha envuelto en conflictos con Reo Byron Lima acusándolo cometer actos ilícitos, manipulación de traslados de reos, lavado de dinero, por lo cual todo esto lo niega diciendo que el reo ha dicho todo esto por perder poder en penitenciarias de Guatemala, por la parte contraria se han mostrado pruebas que indican que el mandatario tiene vínculos con estos actos como recibir dinero de fuentes para aprobar los traslados de reos y lavado de dinero.
El día 21 de mayo de 2015 el ministro presentó su renuncia al Mandatario Pérez Molina.
El día 11 de junio de 2016 fue capturado, sindicado de los delitos asociación ilícita, lavado de dinero y cohecho pasivo.
Según las autoridades, es señalado de haber entregado elevadas sumas de dinero que tuvieron como destino la adquisición de bienes en calidad de “regalo presidencial” y “vicepresidencial”.
“Los funcionarios públicos que participaron repetidamente en la compra y entrega de estos suntuosos bienes tenían por intención agradar al jefe, muy a la usanza de las estructuras de delincuencia organizada que garantizan su permanencia dentro de la jerarquía y su permiso de operación mediante el otorgamiento de dádivas al jefe de la organización”, informó en su momento la Comisión Internacional contra la Impunidad en Guatemala.
López Bonilla, a quien se le podrían imputar cargos hoy en el caso Cooptación del Estado, está señalado de lavado de dinero, cohecho pasivo y asociación ilícita.
Otros casos
López Bonilla es investigado por nueve casos de presunta corrupción, entre los cuales destaca un contrato irregular en el Registro Nacional para las Personas, informó recientemente la fiscal Aldana.
Durante el 2015, la Contraloría General de Cuentas encontró en el Ministerio de Gobernación indicios suficientes para presentar 23 denuncias en el MP —las últimas, en mayo pasado—, que suman Q2 mil 11 millones.
Dudas en la ejecución de contratos, consumo de combustible sin respaldo, dudosos estudios de prefactibilidad, gastos por cantidades millonarias que ni siquiera fueron reportados en el Sistema de Contabilidad Integrada y compras innecesarias por Q45.6 millones forman parte de la lista de reparos en la cartera del Interior.
El 20 de septiembre del 2018 Mauricio López Bonilla fue condenado a ocho años y seis meses de prisión por fraude en el Ministerio Gobernación durante el gobierno del extinto Partido Patriota, por el caso Blindados.
El 17 de mayo de 2019 es condenado a 13 años y 9 meses de prisión y a una multa de Q562 mil por peculado y por uso y fraude en el caso patrullas fase II.   López Bonilla habría autorizado las reparaciones inexistentes que derivaron en un supuesto desfalco de Q44.5 millones de 2012 a 2015.
Para lograr su objetivo, la red creó siete empresas de cartón que fueron utilizadas para ganar eventos en compras directas supuestamente para reparar autopatrullas y remozar sedes policiales. Sin embargo, esos trabajos no se ejecutaron, según la investigación efectuada por el MP y la Cicig.